# Le Plaret
Le Plaret – szczyt w Alpach Delfinackich, części Alp Zachodnich. Leży w południowo-wschodniej Francji w regionie Owernia-Rodan-Alpy, przy granicy z Włochami. Szczyt można zdobyć ze schronisk Refuge du Soreiller (2719 m), Refuge Châtelleret (2232 m) i Refuge de la Selle (2673 m).